# Giuseppe Bruccoleri
Giuseppe Bruccoleri (Favara, 6 novembre 1875 – Ginevra, 12 marzo 1937) è stato un avvocato, giornalista e scrittore italiano.

## Biografia
Nacque a Favara il 6 novembre del 1875 (altre fonti riportano il 15 dicembre 1871), nel palazzo di sua proprietà da Giuseppe e Domenica Giudice. Laureatosi in giurisprudenza, per motivi personali si trasferì ad Agrigento ed in seguito, nel 1908, arrivò a Roma.

## Attività
Nella capitale iniziò l'attività di avvocato. Come giornalista invece si affermò ancor prima che come avvocato. Infatti, in Sicilia, attraverso un articolo pubblicato sul giornale palermitano de L'Ora, entrò in conflitto con l'industria solfifera, tutelando in tal modo gli interessi della Sicilia, compromessi dalla concorrenza americana. Oltre a questo pubblicò altri articoli sui giornali de La Tribuna e il Giornale di Sicilia. Grazie a questi articoli riuscì, attraverso la sua denuncia, a fare riformare il progetto di legge sulle miniere. A Roma continuò a collaborare e scrivere per altre testate giornalistiche quali Rassegna Contemporanea (rivista che aveva tra i direttori il deputato radicale Di Cesarò, eletto nei collegi della regione siciliana), La Riforma Sociale e il Giornale degli economisti.
Nel 1913 pubblicò un'opera intitolata Sicilia d'oggi. Sempre nello stesso anno si candidò alle elezioni con il Partito radicale, partito a cui si era appena iscritto. Scrisse anche un articolo che poi sarà pubblicato sul Giornale di Sicilia, indirizzato a Giolitti nel quale si scagliava con la sua figura e i suoi metodi ed a proposito dello scioglimento del Consiglio provinciale. Inoltre cercò, attraverso i suoi articoli, di far capire alla gente il beneficio che avrebbe portato il governo Salandra. Nel 1914 consolidò ancor di più il suo rapporto con il Giornale di Sicilia, divenendone il corrispondente. Durante il biennio 1919 - 1920 si espresse nella rivista La Rivendicazione. La sua fu una posizione abbastanza equilibrata, infatti, da una parte era d'accordo sui comportamenti rivoluzionari da tenere, dall'altra, tutto ciò però rendeva vano ogni tentativo di cessare la guerra o il conflitto che era in atto.
Durante il fascismo non cessò di lavorare: grazie anche alla sua collaborazione si pubblicò la rivista Problemi Italiani, di cui facevano parte tra gli altri l'ingegnere Angelo Omodeo e L'Alpe. Nel 1923 divenne primo segretario oltre che membro della Società delle Nazioni di Ginevra e, allo stesso tempo, curò la pubblicazione degli atti della delegazione italiana. Fu anche membro della Congregazione della carità e vice pretore di Agrigento.
Gli articoli gli procurarono ben presto stima e collaborazioni con Luzzatti, Einaudi e Colajanni. Si candidò anche al Parlamento ma non fu eletto. Morì a Ginevra il 12 marzo 1937 (altre fonti riportano il 10 gennaio 1946).

## Altre opere
- L'emigrazione siciliana. Caratteri ed effetti secondo le più recenti inchieste - Roma 1911
- Francesco Crispi ministro degli Esteri - in Riv. d'Italia - 30 giugno 1915
- I risultati di un sindacato semistatale (Consorzio obbligatorio per le miniere di Sicilia) - Roma 1917
- La legislazione sulle miniere dello zolfo in Italia - Roma 1919
- Il Banco di Sicilia. Saggio critico storico - Roma 1919
- Il primo esperimento Orlando - in Rivista d'Italia - 31 agosto 1919
- Il disegno di legge sul latifondo - in Problemi italiani - 10 marzo 1922